# Học viện Mỹ thuật Warszawa
Học viện Mỹ thuật tại Warszawa (tiếng Ba Lan: Akademia Sztuk Pięknych w Warszawie) là một trường đại học công lập về nghệ thuật thị giác và mỹ thuật ứng dụng nằm ở thủ đô của Ba Lan. Học viện bắt đầu lịch sử của nó khi nó là Khoa Nghệ thuật được thành lập tại Đại học Warszawa vào năm 1812. Là một tổ chức riêng biệt, nó được thành lập vào năm 1844 trong Phân vùng Ba Lan. Trong bản nâng cấp năm 1904, trường được đặt tên là Trường Mỹ thuật Warszawa; và vào năm 1932, nó đã được công nhận là một Học viện. Lúc đầu, học viện không có tòa nhà riêng và các lớp học được tổ chức ở một số địa điểm trong thành phố. Sau một cuộc thi kiến trúc, một thiết kế của Alfons Gravier đã được chọn và bắt đầu xây dựng vào năm 1911. Tòa nhà được hoàn thành sau khi Chiến tranh thế giới thứ nhất bùng nổ.

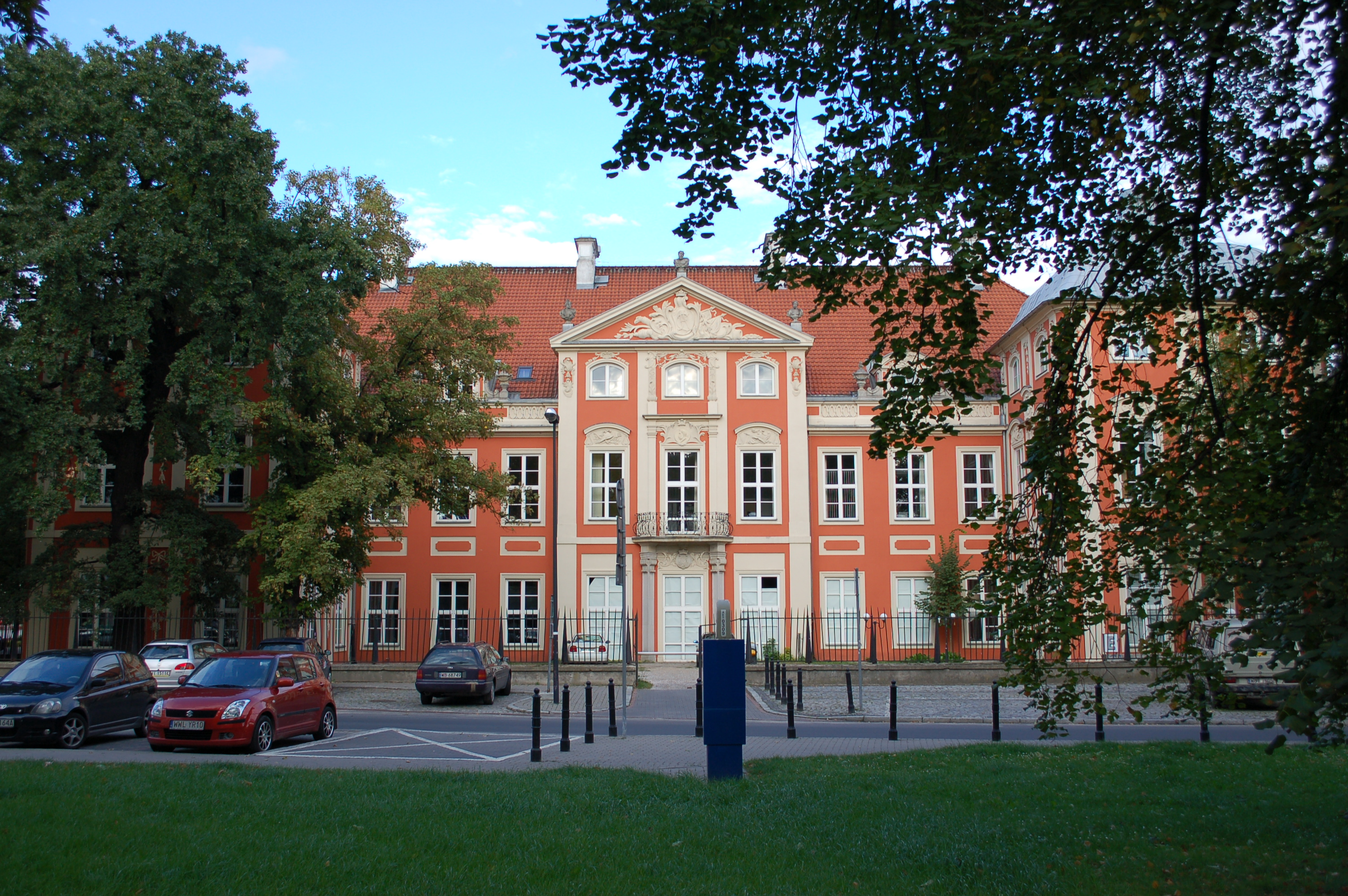
Cung điện Czapski ở Warszawa

## Khoa
- Khoa hội họa
- Khoa điêu khắc
- Khoa đồ họa
- Khoa bảo tồn và phục hồi các tác phẩm nghệ thuật

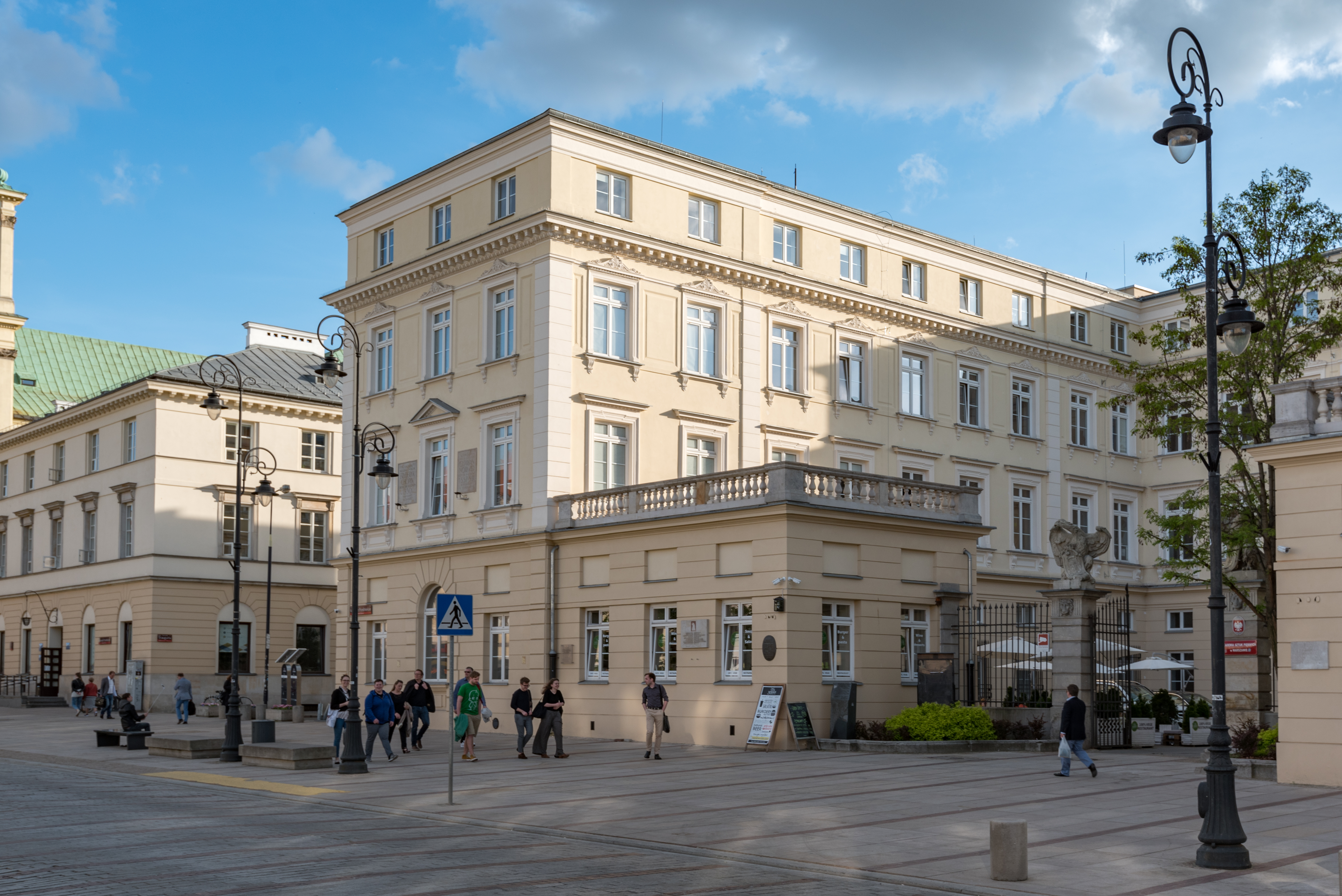
Cung điện Czapski, nhìn từ Krakowskie Przingmieście

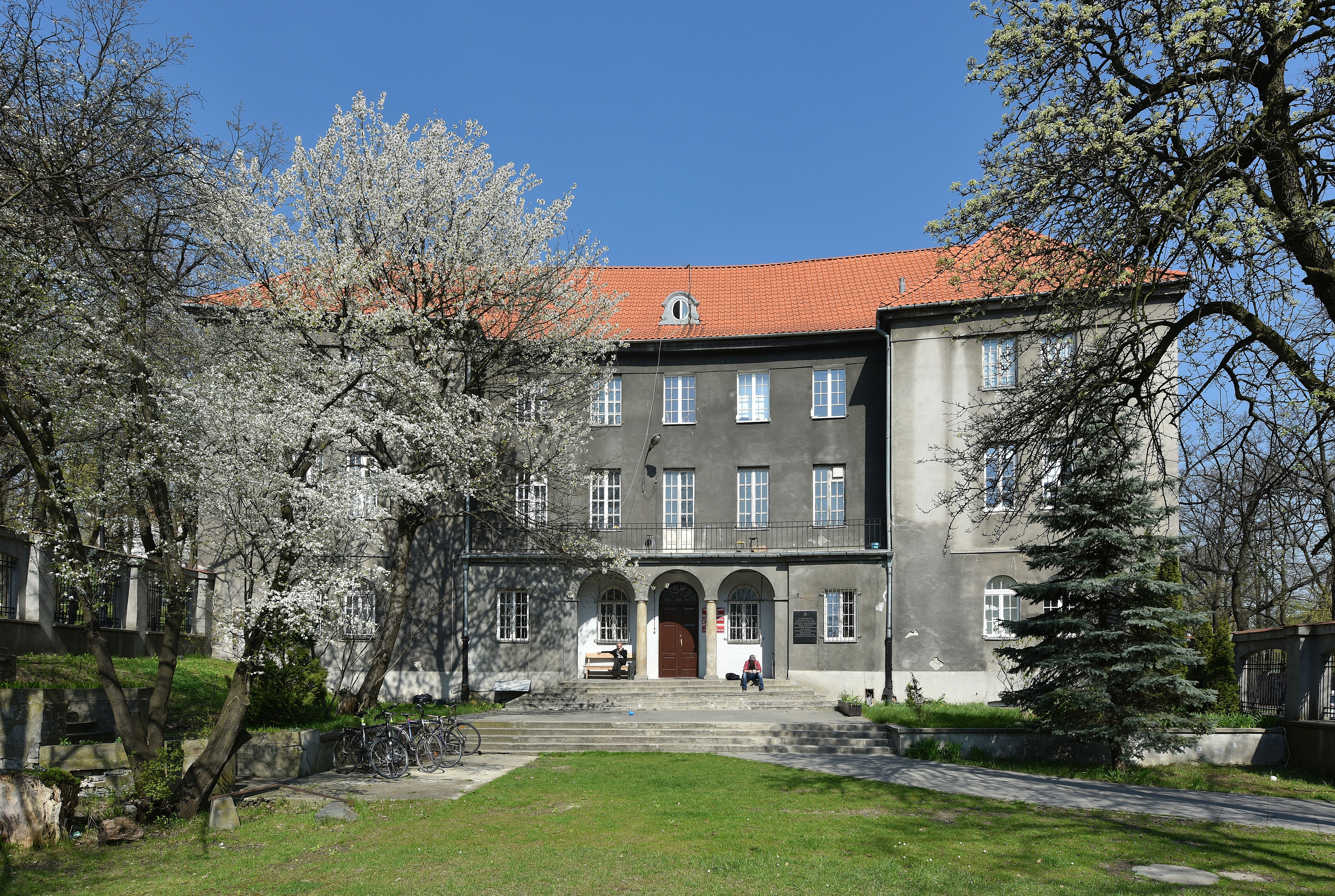
Khoa thiết kế nội thất, Phố Myśliwiecka

- Khoa thiết kế nội thất
- Khoa thiết kế công nghiệp
- Khoa nghệ thuật truyền thông

## Sinh viên và giảng viên đáng chú ý
- Magdalena Abakanowicz (1930-2017)
- Bronislaw Abramowicz (1837-1912)
- Piotr Abraszewski (1932-1939)
- Mirosław Bałka [1] (1958 -)
- Bogna Burska (1974 -)
- Caziel (1906-1988)
- Mikalojus Konstantinas Čiurlionis hay Czurlanis ở Ba Lan (1875–1911)
- Marian Czapla (1946-)
- Wojciech Gerson (1831-1901)
- Chaim Goldberg (1917-2004)
- Krzysztof Jung (1951-1998)
- Kali (1918-1998)
- Julia Keilowa (1902-1943)
- David van de Kop (1937-1994)
- Katarzyna Kozyra (1963-)
- Bronisław Linke (1906-1962)
- Lech Majewski (1953-)
- Manoldrski (1915-1992)
- Eugeniusz Geno Malkowski (1942-)
- Ryszard Sroczyński (1905-1966)
- Boguslaw Szwacz (1912-1982)
- Antoni Słonimski (1895-1976)
- Aleksander Zyw (1905-1995)